# Jonas Wåhlin

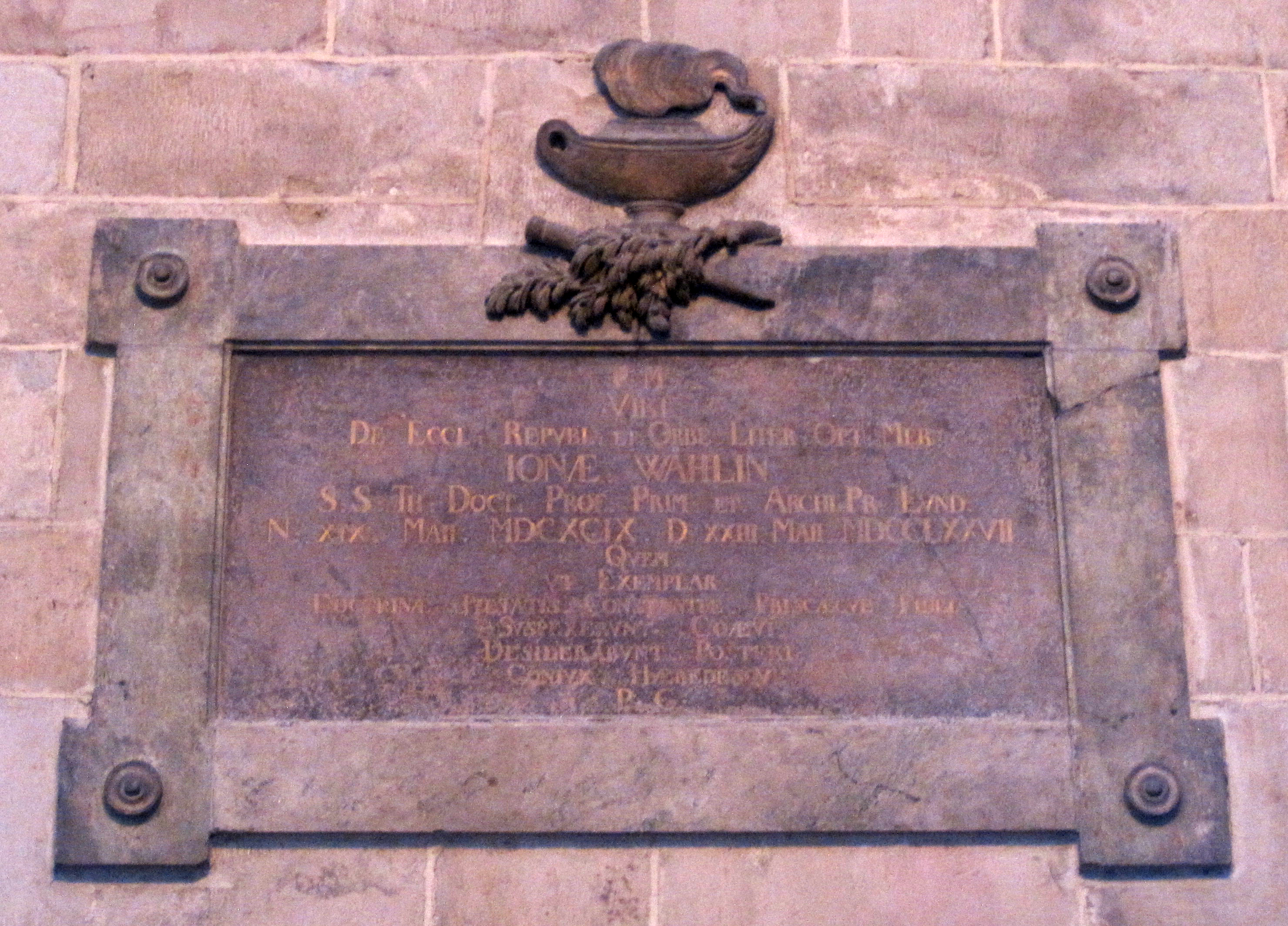
Jonas Wåhlins epitafium i Lunds domkyrka.

Jonas Wåhlin, född 8 maj 1699 i Västra Eneby socken, Östergötland, död 23 maj 1777, var en svensk teolog, professor och präst, farbror till Christian Wåhlin.
Wåhlin blev 1718 student vid Uppsala universitet, 1730 filosofie magister i Lund, 1731 docent och 1732 adjunkt i filosofiska fakulteten där, 1733 teologie adjunkt, 1735 akademisekreterare och 1740 universitetsbibliotekarie. År 1744 blev han tredje teologie professor i Lund, med Stångby pastorat till prebende, 1746 teologie doktor, 1749 andre teologie professor samt kyrkoherde i Uppåkra och 1763 förste teologie professor och domprost i Lund. Han lade grunden till domkyrkans kassafond. 
Han var tre gånger uppförd på biskopsförslag. Som ledamot av prästeståndet bevistade han riksdagarna 1765, 1769 (han var då, ehuru mössa, medlem av sekreta utskottet) och 1771. Han författade bl.a. 21 akademiska disputationer av filosofiskt och teologiskt innehåll.